# F.E.A.R. 2: Reborn
F.E.A.R. 2: Reborn (англ. reborn — укр. Переродження, відродження) — відеогра, шутер від першої особи, розроблений американською компанією Monolith Productions і випущений тільки в цифровому вигляді як завантажуваний контент (DLC) 3 вересня 2009 року через сервіси цифрової дистрибуції Steam, Xbox Live Marketplace і PlayStation Network Store для ПК, Xbox 360 і PlayStation 3 відповідно. «Reborn» — доповнення (аддон) до «FEAR 2: Project Origin», сюжетний спіноф, події якого розгортаються паралельно подіям оригіналу.
«F.E.A.R. 2: Reborn» — залежний від «FEAR 2: Project Origin» аддон, його установка можлива тільки при наявності встановленої гри «Project Origin». "Reborn" містить чотири однокористувацькі рівні, а також додає в «Project Origin» один новий багатокористувацький режим. «Reborn» є третім і останнім на цей час завантажуваних контентом, випущеним для «Project Origin». Перший DLC — пакет (набір) карт «Toy Soldiers» (укр. Іграшкові солдатики) — вийшов 16 квітня, а другий DLC — теж набір карт під назвою «Armored Front» (укр. Броньований фронт) — вийшов 21 травня.

## Сюжет
Сюжетно «F.E.A.R. 2: Reborn» є доповненням, спін-оффом до оригінальної гри" FEAR 2: Project Origin", події «Reborn» розгортаються паралельно оригіналу. Протагоністом у грі виступає клон, рядовий боєць армії реплікантів (солдатів-клонів) під назвою «Репліка» з позивним ім'ям Фокстрот 813 (англ. Replica Foxtrot 813). У грі присутні чотири рівні.
Події «Reborn» розгортаються через невеликий час після ядерного вибуху, який стався на початку «FEAR 2: Project Origi». Фокстрот 813 здійснює посадку на ворожі позиції військ корпорації «АРМах», які розміщені в комплексі недобудованих хмарочосів в Оберні (англ. Auburn), районі міста Фейрпорт (англ. Fairport). Його завдання полягає в підтримці наступу армії Репліки та захисту передового командного пункту Сигма. При цьому Фокстрот 813 прибуває на ворожу територію на орбітальній капсулі, всередині якої знаходиться гуманоїдний керований бойовий робот під назвою «Elite Powered Armor».. Орбітальна капсула приземляється на даху недобудованого хмарочоса, захопленого ворогами. Фокстрот з боями пробивається на нижні поверхи. Після цього йому доводиться покинути робота і по стрілі крана перебратися на сусідній хмарочос, зайнятий союзними йому військами Репліки. Там він добирається до мобільного командного пункту Сигма, зустрічає командира й отримує завдання полагодити рацію. Раптово його відвідують дивні бачення і галюцинації, він виявляється в якомусь аналогу доповненої реальності, коли об'єкти й оточення реального світу змішуються з об'єктами й оточенням ілюзорного світу. У цій доповненої реальності Фокстрот 813 піддається нападу надшвидких солдат-привидів, схожих на клонів Репліки. Перебивши примарних клонів, Фокстрот бачить Пакстона Феттель, одного з антагоністів FEAR 1, який був убитий в кінці гри. Феттел говорить Фокстроту 813 про те, що Фокстрот — обраний, і що всі інші навколо — «непотрібні, примарні», а потім просить звільнити його. Після промови Феттела Фокстрот 813 «повертається» в реальність і виявляє, що перебив всіх солдатів в командному пункті Сигма. Відразу після цього Репліка оголошує Фокстрота 813 ворогом, зрадником і наказує всім клонам негайно знищити його. Також після даного інциденту Фокстроту 813 стає доступний режим «уповільненого часу» (Bullet time), який є невід'ємним атрибутом всіх ігор серії «FEAR», як заявив в інтерв'ю Лукас Майєрс.
Починаючи з цього моменту, Фокстрот 813 йде до пункту призначення через різні ділянки зруйнованого міста, час від часу направляється Феттелем, і бореться з армією клонів і людьми, а також з мутантами, що втекли з лабораторій корпорації «АРМах». Його шлях проходить через поверхи недобудованого хмарочоса, через залишки поваленої набік офісної будівлі, каналізацію, заповнену мутантами, захоплені реплікантами вулиці. У процесі руху до своєї мети ступінь руйнування міста збільшується, бо пункт призначення знаходиться біля центру ядерного вибуху.
Під час походу Фокстрот три рази стикається з Альмой Уейд, головним антагоністом серії F.E.A.R Всі три рази Альма атакує його різними способами.
Пункт призначення знаходиться біля центру ядерного вибуху, на дні кратера. Безпосередньо біля самого пункту призначення Фокстрот 813 знову потрапляє в режим доповненої реальності і бореться з примарними солдатами Репліки. Знищивши їх, він потрапляє в кімнату, в якій знаходиться сам Пакстон Феттел. Феттел говорить йому, що мріяв про цей момент, після чого знімає з Фокстрота бойовий шолом. Виявляється, що Фокстрот є клоном Феттела. Як тільки шолом знято, Феттел переносить свою свідомість в тіло Фокстрота, і вже як матеріальна істота вимовляє, що він «відродився». На цьому гра закінчується.
Сюжетні події «Reborn» вбудовані в загальний сюжет серії «F.E.A.R» і пов'язують між собою першу і третю частину. В кінці першої гри серії Пакстон Феттел був убитий головним героєм і в другій частині жодного разу не з'являвся. Завдяки «Reborn» Феттел відродився, і в «F.E.A.R. 3» він є ігровим персонажем і однією з головних дійових осіб в сюжеті.

## Завантажуваний контент
У квітні 2009 року компанія Monolith випустила "Toy Soldiers", безплатну багатокористувацьку гру з трьома картами. Головною особливістю мап-паку було те, що персонажі перетворюються на крихітних іграшкових солдатиків, які потім б'ються на арені звичайного розміру. Трьома картами були "Fulltilt!" (дія якої відбувається всередині пінбольного автомата), "Тарган" (дія якої відбувається у лікарняній ванній кімнаті, залитій кров'ю) та "Перерва" (дія якої відбувається у дитячій пісочниці).
У травні вийшов другий багатокористувацький набір карт, який отримав назву "Бронетанковий фронт". До нього увійшли дві нові карти ("Приманка" і "Провідник", обидві для режиму "Броньований фронт"), а також чотири нові голови персонажів для персоналізації гравців і теми для консолей Xbox 360 і PlayStation 3.
У вересні було випущено третє DLC, яке включало однокористувацьку кампанію з чотирьох місій - F.E.A.R. 2: Reborn. Асоційований продюсер Лукас Майєрс пояснює, що Monolith підійшла до створення Reborn так само як і до Project Origin - прислухаючись до критики фанатів: "Ми дуже уважно прислухалися до похвал і розчарувань наших шанувальників від F.E.A.R. 2. Ми ще більше урізноманітнили наші середовища, відкрили їх і додали елементи вертикального бою".
У листопаді 2021 року франшизу F.E.A.R., включно з F.E.A.R. 2: Reborn, було додано до програми зворотної сумісності Microsoft, завдяки чому ігри можна грати на Xbox One та Xbox Series X/S.